# Attaques aériennes de décembre 2019 en Irak et en Syrie
Les attaques aériennes de décembre 2019 en Irak et en Syrie sont survenues le 29 décembre 2019 lorsque les États-Unis ont mené des frappes aériennes contre les dépôts d'armes et les centres de commandement du Kataeb Hezbollah en Irak et en Syrie, tuant au moins 25 miliciens et en blessant 55 autres. Le département de la Défense des États-Unis a déclaré que l'opération était en représailles à des attaques répétées contre des bases militaires irakiennes abritant les forces de la coalition Opération Inherent Resolve (OIR), en particulier l'attaque du 27 décembre 2019 contre une base aérienne de Kirkouk ayant entraînée la mort d'un entrepreneur civil américain,. Le Kataeb Hezbollah, une milice chiite extrémiste financée par l'Iran, a nié toute responsabilité dans les attentats.
Les frappes aériennes américaines unilatérales ont été condamnées par le gouvernement irakien, le personnel des forces armées irakiennes et l'Iran, et ont abouti à l'attaque de l'ambassade américaine à Bagdad par des miliciens irakiens et leurs partisans le 31 décembre 2019. Cela a ensuite conduit à une frappe aérienne américaine près de l'aéroport international de Bagdad le 3 janvier 2020, tuant le général iranien Qassem Soleimani et le commandant du Kataeb Hezbollah Abou Mehdi al-Mouhandis.

## Contexte
Les États-Unis sont intervenus en Irak (en) en 2014 dans le cadre de l'opération Inherent Resolve (OIR), la mission dirigée par les États-Unis pour combattre l'organisation terroriste de l'État islamique en Irak et au Levant (EIIL), et ont formé et opéré aux côtés des forces irakiennes comme une partie de la coalition anti-EIIL. L'EIIL a été largement repoussé d'Irak en 2017 lors d'un conflit interne, avec l'aide de forces soutenues par les États-Unis et de milices sunnites et chiites. L'Iran, qui est également intervenu en Irak, est connu pour soutenir les milices chiites irakiennes, dont un certain nombre sont relativement hostiles à la présence américaine en Irak et au gouvernement irakien dirigé par les sunnites. Les tensions ont augmenté entre l'Iran et les États-Unis en 2018 lorsque le président américain Donald Trump s'est unilatéralement retiré de l'accord sur le nucléaire de 2015 et a réimposé des sanctions.
Le 27 décembre 2019, la base aérienne K-1 dans la province de Kirkouk, en Irak, l'une des nombreuses bases militaires irakiennes qui ont accueilli le personnel de la coalition Operation Inherent Resolve, a été attaquée par plusieurs roquettes, tuant un entrepreneur civil américain et blessant quatre militaires américains et deux membres du personnel des forces de sécurité irakiennes. Les États-Unis ont blâmé la milice Kataeb Hezbollah soutenue par l'Iran pour l'attaque tandis que le groupe a nié toute responsabilité.
Un haut responsable américain a déclaré qu'il y avait eu une "campagne" de 11 attaques contre des bases irakiennes hébergeant du personnel de l'OIR au cours des deux mois précédant l'incident du 27 décembre, dont beaucoup ont été attribuées par les États-Unis au Kataeb Hezbollah.

## Frappes aériennes
Vers 11 h 0 HNE le 29 décembre 2019, les États-Unis ont attaqué cinq positions du Kataeb Hezbollah en territoire irakien et syrien. Selon le Pentagone, les États-Unis ont ciblé trois emplacements en Irak et deux en Syrie, y compris des installations de stockage d'armes et des postes de commandement et de contrôle. Un responsable américain a affirmé que les frappes avaient été menées par des avions de combat F-15E utilisant des bombes à guidage de précision et que des explosions secondaires avaient été observées après certaines des frappes, indiquant que les sites pouvaient contenir des munitions stockées. Les installations de munitions contiendraient à la fois des roquettes et des drones utilisés par la milice,.
Les États-Unis n'ont pas précisé les lieux des frappes, mais l'une des frappes irakiennes aurait visé un quartier général de la milice dans ou près du district d'al-Qa'im (en), le long de la frontière occidentale avec la Syrie. Les frappes en Syrie ont eu lieu le long de la vallée de l'Euphrate moyen (MERV) dans le sud-est du pays.

### Victimes
Au moins 25 miliciens auraient été tués et 55 autres blessés. Selon des sources irakiennes de la sécurité et de la milice, au moins quatre commandants locaux du Kataeb Hezbollah figuraient parmi les morts dans les frappes irakiennes, dont Abu Ali Khazali. Les responsables américains n'ont pas pu confirmer le nombre de victimes de la milice.

## Conséquences

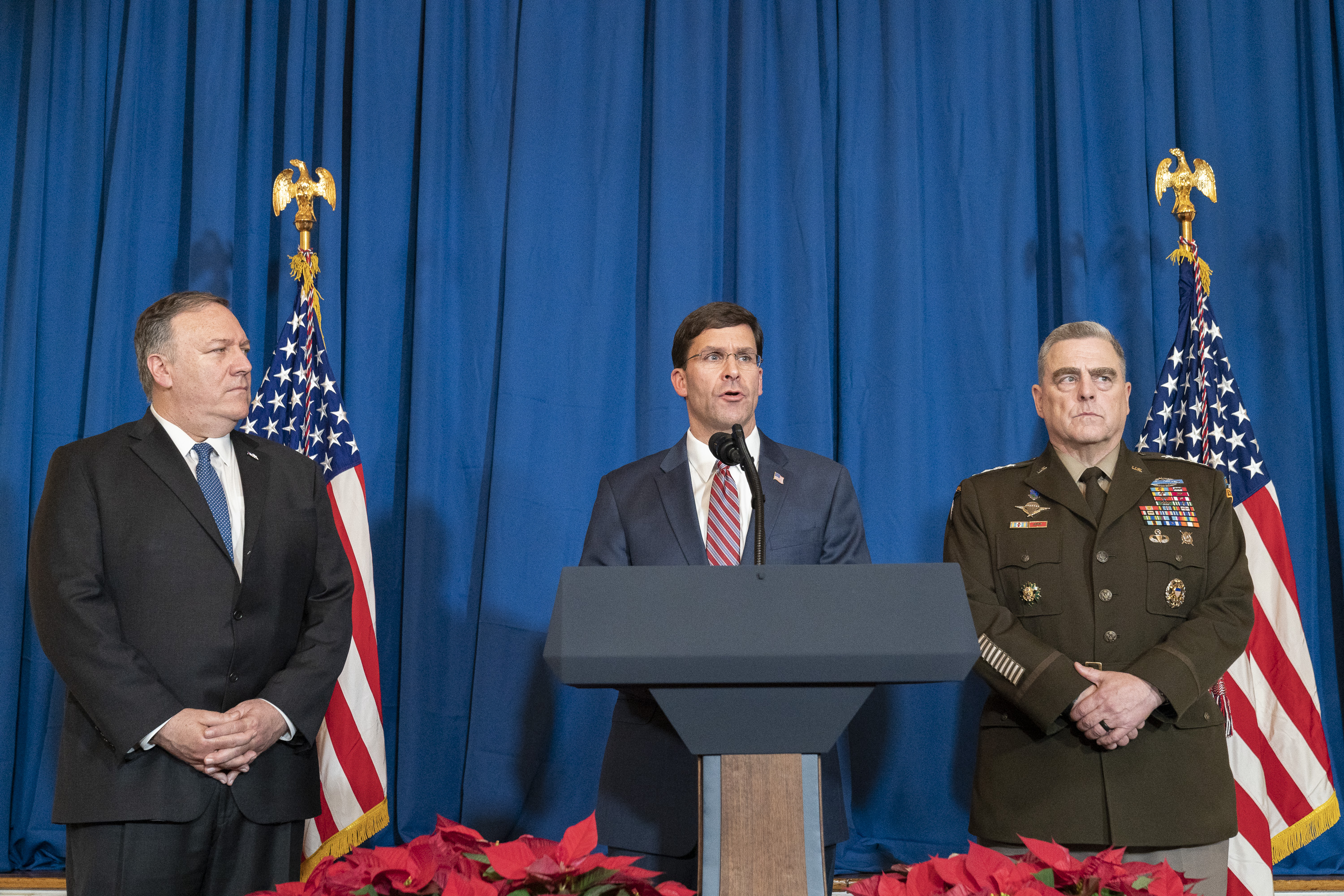
Le secrétaire d'État américain Mike Pompeo, le secrétaire à la Défense Mark Esper et le président des chefs d'état-major interarmées, le général Mark A. Milley, informent les journalistes des frappes aériennes, le 29 décembre 2019.

À la suite des frappes du 29 décembre, des responsables américains ont averti que de nouvelles actions pourraient être entreprises pour défendre les intérêts américains et "dissuader de nouveaux comportements répréhensibles de la part des milices ou de l'Iran". Le président américain Donald Trump a été informé avant et après les frappes par ses conseillers à la sécurité nationale et a été informé qu'une nouvelle réponse militaire pourrait être justifiée.
Dans un communiqué, le secrétaire d'État assistant pour les Affaires publiques (en), Jonathan Hoffman (en), a qualifié les frappes de "défensives" et a déclaré qu'elles étaient en représailles aux attaques antérieures du Kataeb Hezbollah contre les forces de la coalition Operation Inherent Resolve et leurs partenaires irakiens au cours des semaines et des mois précédents. Hoffman a également affirmé que la milice avait reçu des armes de la Force Qods iranienne qui ont été utilisées pour attaquer les forces de l'OIR. Le secrétaire d'État américain Mike Pompeo a considéré les attaques comme un avertissement contre toute action de l'Iran mettant en danger la vie des américains.

### Réactions en Irak
Un porte-parole des forces armées irakiennes a déclaré que le secrétaire américain à la Défense, Mark Esper, avait informé le Premier ministre irakien Adel Abdel-Mehdi une demi-heure avant l'opération, à laquelle il s'est fermement opposé et condamné. Le porte-parole a qualifié les frappes aériennes américaines unilatérales de "coup de poignard traître dans le dos". Le Premier ministre Abdel-Mehdi a ensuite déclaré trois jours de deuil national, du 31 décembre 2019 au 2 janvier 2020. Le Premier ministre a fait valoir que les frappes n'avaient pas eu lieu sur la base de preuves d'une menace spécifique mais était plutôt géopolitiquement motivé par les tensions régionales entre l'Iran et les États-Unis.
Le commandant supérieur des unités de mobilisation populaire Abou Mehdi al-Mouhandis a déclaré : "Notre réponse sera très dure envers les forces américaines en Irak".

#### Attaque de l'ambassade des États-Unis
Le 31 décembre, des miliciens des unités de mobilisation populaire et leurs partisans ont attaqué l'ambassade des États-Unis à Bagdad, incitant les États-Unis à déployer des soldats supplémentaires pour aider à apaiser la situation,.

### Autres réactions
- Iran : Le porte-parole du ministère iranien des Affaires étrangères, Abbas Mousavi (en), a déclaré que les États-Unis avaient "ouvertement montré leur soutien au terrorisme et montré leur négligence envers l'indépendance et la souveraineté nationale des pays". Il a ajouté que les États-Unis doivent accepter la responsabilité des conséquences des "attaques illégales"[15]. En réponse aux affirmations américaines selon lesquelles l'Iran était derrière les attaques de la base aérienne irakienne, le chef suprême de l'Iran a tweeté "Si l'Iran veut combattre un pays, il frappera directement."
- Bahreïn : Le ministère des Affaires étrangères de Bahreïn a publié une déclaration soutenant les frappes aériennes[16].
- Israël : Le Premier ministre israélien Benyamin Netanyahou a salué les frappes aériennes et a souligné les liens de la milice avec l'Iran[17].
- Russie : Le ministère russe des Affaires étrangères a qualifié la situation d'inacceptable et a appelé à la retenue des deux côtés[18].
- Hezbollah : Dans un communiqué, le Hezbollah libanais a qualifié les frappes de "violation flagrante de la souveraineté, de la sécurité et de la stabilité de l'Irak et du peuple irakien".